# 岡山県道26号津山柵原線

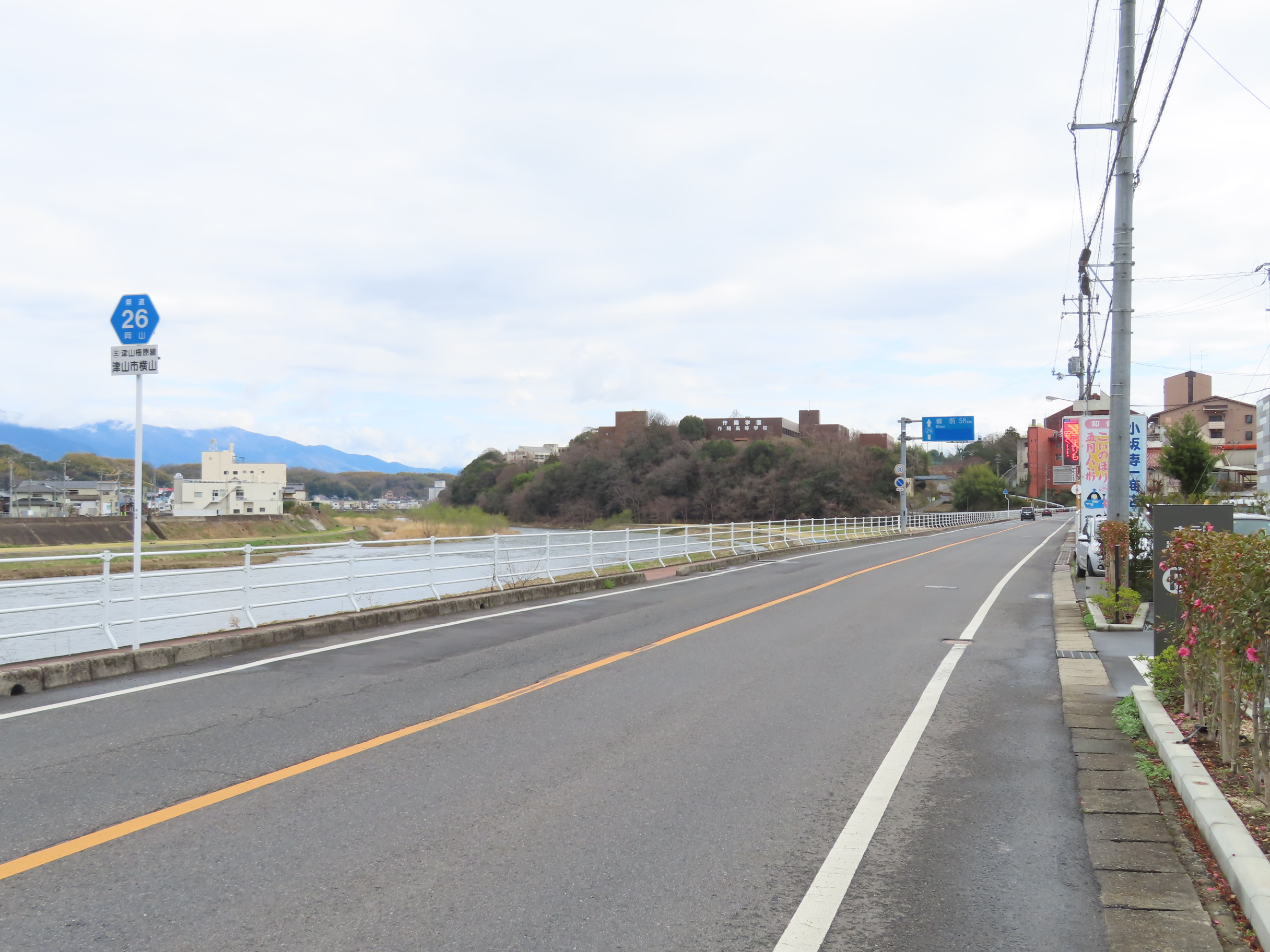
津山市横山（2023年3月）

岡山県道26号津山柵原線（おかやまけんどう26ごう つやまやなはらせん）は、岡山県津山市から久米郡美咲町を結ぶ県道（主要地方道）である。

## 概要
以前は岡山県道26号津山備前線だったが、岡山県久米郡柵原町（現・美咲町）から岡山県備前市の間が国道374号に昇格したため、残った区間が岡山県道26号津山柵原線となった。

### 路線データ
- 起点：岡山県津山市横山（南町交差点、国道53号交点）
- 終点：岡山県久米郡美咲町高下（高下交差点、国道374号交点）
- 総延長：23.4 km

## 歴史
- 1993年（平成5年）5月11日 - 建設省から、県道津山柵原線が津山柵原線として主要地方道に指定される[1]。

## 路線状況

### 並行する旧街道
- 片上往来

津山城下と備前片上を結ぶ。

### 重複区間
- 岡山県道703号備前柵原自転車道線（久米郡美咲町吉ヶ原 - 久米郡美咲町飯岡）
- 岡山県道703号備前柵原自転車道線（久米郡美咲町飯岡 - 久米郡美咲町高下）

## 地理

### 通過する自治体
- 津山市
- 久米郡美咲町

### 交差する道路
| 交差する道路                                                              | 市町村名 | 市町村名 | 交差する場所         | 交差する場所      |
| ------------------------------------------------------------------------- | -------- | -------- | -------------------- | ----------------- |
| 国道53号 国道179号 重複 国道429号 重複 岡山県道394号大篠津山停車場線 重複 | 津山市   | 津山市   | 横山                 | 南町交差点 / 起点 |
| 岡山県営広域営農団地農道岡山中部台地地区 / 美作やまなみ街道               | 津山市   | 津山市   | 小桁（おげた）       |                   |
| 岡山県道477号金屋国分寺線                                                 | 津山市   | 津山市   | 金屋                 |                   |
| 岡山県道449号押淵皿線                                                     | 津山市   | 津山市   | 押渕                 |                   |
| 岡山県道52号勝央仁堀中線                                                  | 久米郡   | 美咲町   | 大戸下（だいとしも） |                   |
| 岡山県道351号藤原吉井線                                                   | 久米郡   | 美咲町   | 藤原                 |                   |
| 岡山県道349号吉ヶ原美作線                                                 | 久米郡   | 美咲町   | 吉ヶ原（きちがはら） |                   |
| 岡山県道703号備前柵原自転車道線 重複区間起点                              | 久米郡   | 美咲町   | 吉ヶ原               |                   |
| 岡山県道703号備前柵原自転車道線 重複区間終点                              | 久米郡   | 美咲町   | 飯岡（ゆうか）       |                   |
| 岡山県道362号位田飯岡線 岡山県道703号備前柵原自転車道線 重複区間起点      | 久米郡   | 美咲町   | 飯岡                 |                   |
| 岡山県道703号備前柵原自転車道線 重複区間終点                              | 久米郡   | 美咲町   | 高下（こおげ）       |                   |
| 国道374号                                                                 | 久米郡   | 美咲町   | 高下                 | 高下交差点 / 終点 |

### 沿線にある施設など
- 吉井川
- 柵原ふれあい鉱山公園